# Matías Romero
Matías Romero är en ort i Mexiko.   Den ligger i kommunen Matías Romero Avendaño och delstaten Oaxaca, i den sydöstra delen av landet, 500 km sydost om huvudstaden Mexico City. Matías Romero ligger 208 meter över havet och antalet invånare är 21 064.
Terrängen runt Matías Romero är kuperad åt nordväst, men åt sydost är den platt. Runt Matías Romero är det ganska glesbefolkat, med 23 invånare per kvadratkilometer. Matías Romero är det största samhället i trakten. Omgivningarna runt Matías Romero är en mosaik av jordbruksmark och naturlig växtlighet.